# Akçaova, Çine
Akçaova là một thị trấn thuộc huyện Çine, tỉnh Aydın, Thổ Nhĩ Kỳ. Dân số thời điểm năm 2010 là 2.67 người.